# Nemoria pescadora
Nemoria pescadora là một loài bướm đêm trong họ Geometridae.